# Amblyopone bierigi
Amblyopone bierigi é uma espécie de formiga do gênero Amblyopone.